# Robert Bresson
Robert Bresson (Bromont-Lamothe, 25 settembre 1907 – Droue-sur-Drouette, 18 dicembre 1999) è stato un regista e sceneggiatore francese.
Riconosciuto maestro del minimalismo, è stato una delle personalità cinematografiche più importanti nella storia del cinema francese e internazionale. Nel 1989 ha ricevuto il Leone d'oro alla carriera alla Mostra del cinema di Venezia.

## Biografia
Dopo essersi laureato in filosofia, Bresson iniziò la sua carriera come pittore e fotografo, per poi approdare nel mondo del cinema. Nel 1934 realizzò il suo primo film, il mediometraggio Les affaires publiques, che non uscirà mai nelle sale, e racconta tre giornate di un dittatore immaginario in un linguaggio definito dall'autore stesso burlesque. Delle poche copie stampate, per lungo tempo ritenute perse per sempre, una sola è stata recuperata ed è custodita a Parigi presso la Cinémathèque française. Durante la seconda guerra mondiale, Bresson trascorse oltre un anno come prigioniero di guerra e si servirà di questa sua esperienza anni dopo, nel girare Un condannato a morte è fuggito.
Nel 1943, nella Francia di Pétain e dell'occupazione tedesca, uscì il suo primo lungometraggio, La conversa di Belfort, basato sul soggetto di un padre domenicano, con dialoghi scritti da Jean Giraudoux. Il film descrive la vita in una congregazione di religiose in cui il male convive con il bene, ossia un convento in cui le suore riabilitanti accolgono "peccatrici" che si confondono sotto lo stesso abito. Per il suo progetto successivo, Perfidia (1945), Bresson si servì di un lungo dialogo-racconto tratto da Jacques il fatalista e il suo padrone di Denis Diderot, sfrondandolo di ogni complicazione romanzesca e di molte figure di sfondo. Pur impreziosito dai dialoghi di Jean Cocteau e dalla presenza di María Casarès, brillante e famosa attrice di teatro nel ruolo della protagonista, il film fu un clamoroso fallimento commerciale e venne ritirato dopo pochissimi giorni dalle sale di prima visione. Ripubblicato in DVD nel 2025 da Coffret 4K Ultra HD + Blu-ray, Rimini Editions, l'opera ha una recensione su Cahiers du cinéma dove si legge, tra l'altro, che Les Dames du bois de Boulogne venne più tardi rinnegato dal regista per la sua teatralità. La stessa Mathilde Grasset, tra l'altro, continua scrivendo del burrascoso rapporto tra Bresson e Casarès, anche al di fuori delle riprese, il tutto nel contesto dell'Occupazione.
Nel 1951 uscì Il diario di un curato di campagna, tratto dall'omonimo romanzo di Georges Bernanos e considerato dalla critica il film della svolta spirituale, il primo in cui il regista esprime pienamente il suo stile austero, privo di melodrammaticità e di ogni psicologismo letterario. Il 1956 fu l'anno del suo film più noto, Un condannato a morte è fuggito. Tratto da un racconto autobiografico di André Devigny comparso su Le Figaro Littéraire del 20 dicembre 1954, poi ripreso e ampliato su volume, il film venne girato con scarsissimi mezzi e si concentrò su pochi, essenziali oggetti e luoghi diventando una delle testimonianze più asciutte ed essenziali sulla Resistenza francese. L'anno successivo vinse il premio per la miglior regia al Festival di Cannes e venne favorevolmente accolto da pubblico e critica.
Nonostante il titolo, che farebbe pensare a un poliziesco, il successivo Diario di un ladro (Pickpocket) (1959) è un film psicologico e riprende, in chiave spirituale, il tema della redenzione di Delitto e castigo. Nel 1962 Bresson girò Processo a Giovanna d'Arco, forse il suo film più difficile, in cui l'essenzialità è spinta al massimo. Più importante, nella sua carriera, il successivo Au hasard Balthazar (1966), una parabola sulla vita e la morte di un asino che diventa una riflessione sul male e sulle sue influenze sulla vita degli uomini. Mouchette - Tutta la vita in una notte (1967), nuovamente tratto da un romanzo di Bernanos, è anch'esso una cupa riflessione sul male attraverso la storia del suicidio di una giovane donna.
Così bella, così dolce (1969) descrive ancora il suicidio di una giovane donna, e, in flashback, la storia della sua vita di coppia della piccola borghesia parigina. Per la prima volta Bresson in questo film fece uso del colore, e per la prima volta compare sullo schermo la giovane e bella Dominique Sanda, una delle pochissime interpreti bressoniane che avranno in seguito una carriera come attrici professioniste. Il film è tratto da La mite, un racconto di Dostoevskij, così come il successivo Quattro notti di un sognatore, tratto dallo stesso Le notti bianche di cui Luchino Visconti si era servito per il suo omonimo lavoro del 1957.
Nel 1974 arrivò Lancillotto e Ginevra, film dal budget importante e unico lavoro "storico" di Bresson, se si eccettua il Processo di Giovanna d'Arco. Lo stile asciutto del regista evita di soffermarsi sui costumi e sulle scenografie della ricostruzione storica, filmando i personaggi come se si muovessero su uno scenario dei nostri giorni. Il diavolo probabilmente, controverso film del 1977, offre uno spaccato pessimista sulla gioventù dell'epoca attraverso considerazioni sul marxismo, l'ecologia e la sessualità. L'Argent, ultimo film del regista, è del 1983. Ispirato a un racconto di Tolstoj, partecipò al Festival di Cannes vincendo il Grand Prix du cinéma de création.

## Stile
Nel 1976 Bresson pubblicò Notes sur le Cinématographe, una sorta di manifesto del suo cinema nel quale differenzia il cinema dal cinematografo: mentre un film è una mera rappresentazione filmata, il cinematografo è il tentativo di creare un nuovo linguaggio di immagini e suoni attraverso il montaggio.
Quello che colpisce di più nel cinema di Bresson è l'apparente assenza di recitazione. Bresson sosteneva che nei film ci fosse una convenzione riguardo a cosa lo spettatore dovesse sentire e pensare, sottolineato da effetti come la musica, il montaggio e la recitazione; e che, di conseguenza, riducendo questi codici al minimo, si potessero ottenere delle risposte emotive più dirette da parte degli spettatori.
Nel cinema tradizionale era l'attore, attraverso la sua recitazione e le espressioni facciali, a trasmettere allo spettatore le sue emozioni. Con il cinema di Bresson è lo spettatore stesso a dover indovinare gli stati d'animo dei protagonisti a seconda del contesto in cui essi si trovano. Bresson era solito ingaggiare persone comuni e girare scena dopo scena fino a quando la recitazione spariva del tutto. Agli attori chiedeva di dire le battute e compiere le azioni richieste.

## Filmografia (come regista)
- Les affaires publiques (cortometraggio, 1934)
- La conversa di Belfort (Les Anges du péché) (1943)
- Perfidia (Les dames du Bois de Boulogne) (1945)
- Il diario di un curato di campagna (Journal d'un curé de campagne) (1951)
- Un condannato a morte è fuggito (Un condamné à mort s'est échappé conosciuto anche come Le vent souffle où il veut) (1956)
- Diario di un ladro (Pickpocket) (1959)
- Processo a Giovanna d'Arco (Procès de Jeanne d'Arc) (1962)
- Au hasard Balthazar (Au hasard Balthazar) (1966)
- Mouchette - Tutta la vita in una notte (Mouchette) (1967)
- Così bella, così dolce (Une femme douce) (1969)
- Quattro notti di un sognatore (Quatre nuits d'un rêveur) (1971)
- Lancillotto e Ginevra (Lancelot du Lac) (1974)
- Il diavolo probabilmente (Le diable probablement) (1977)
- L'Argent (1983)